# Marquette-en-Ostrevant
Marquette-en-Ostrevant là một xã ở tỉnh Nord ở miền bắc nước Pháp. Xã này có diện tích 7,47 kilômét vuông, dân số năm 1999 là 1514 người. Xã nằm ở khu vực có độ cao trung bình 50 mét trên mực nước biển.